# ION輕鐵
滑鐵盧區輕鐵（英語：ION）是加拿大安大略省滑鐵盧區一條輕鐵路線，全長約37公里，當中介乎滑鐵盧市哥尼斯多加商場（Conestoga Mall）和基秦拿市費爾維公園商場（Fairview Park Mall）的第一期路段佔19公里，耗資8億1800萬加元，於2019年6月21日開通。餘下南至劍橋市艾恩斯利總站（Ainslie Terminal）的第二期路段則預料於第一期路段開通不久後動工興建，完成之前則暫時以巴士快速交通系統模式運行。系統將歸入滑鐵盧區政府旗下的公共交通機構葛蘭河運輸，為期10年的營運權與30年的維護權則由「GrandLinq」財團中標。

## 走線
滑鐵盧區輕鐵第一期路段的北端總站設於滑鐵盧市的哥尼斯多加商場，自此沿國王街伸延至諾斯菲爾德徑（Northfield Drive），往西跨越哥尼斯多加園林公路（Conestoga Parkway）後抵達由滑鐵盧區政府持有的鐵路支線。輕鐵在此沿該鐵路支線往南伸展，途經科研公園站、滑鐵盧大學站和羅利亞-滑鐵盧公園站後抵達滑鐵盧上城，在此脫離鐵路支線重返市區街道。滑鐵盧上城内的輕鐵北行線取道國王街，南行線則取道卡路蓮街（Caroline Street）和艾倫街（Allen Street）。
艾倫街過後來回方向路軌共同取道國王街，抵達基秦拿下城後則於中央車站-革新區站再次分離：北行線取道公爵街（Duke Street）和腓特烈街（Frederick Street），南行線則取道查理斯街（Charles Street）。來回方向路軌於查理斯街夾本頓街（Benton Street）路口恢復平行，沿查理斯街延伸至波頓大道（Borden Avenue），在此再度分離，南北行線分別取道波頓大道和渥太華街。來回方向路軌在磨坊街再次會合，經加拿大國家鐵路的走線往南延至希活大道（Hayward Avenue），沿希活大道和葛蘭大道（Courtland Avenue）伸延，再經費爾維道（Fairway Road）以北的架空電纜走廊伸展至第一期路段南端總站費爾維公園商場。

## 歷史

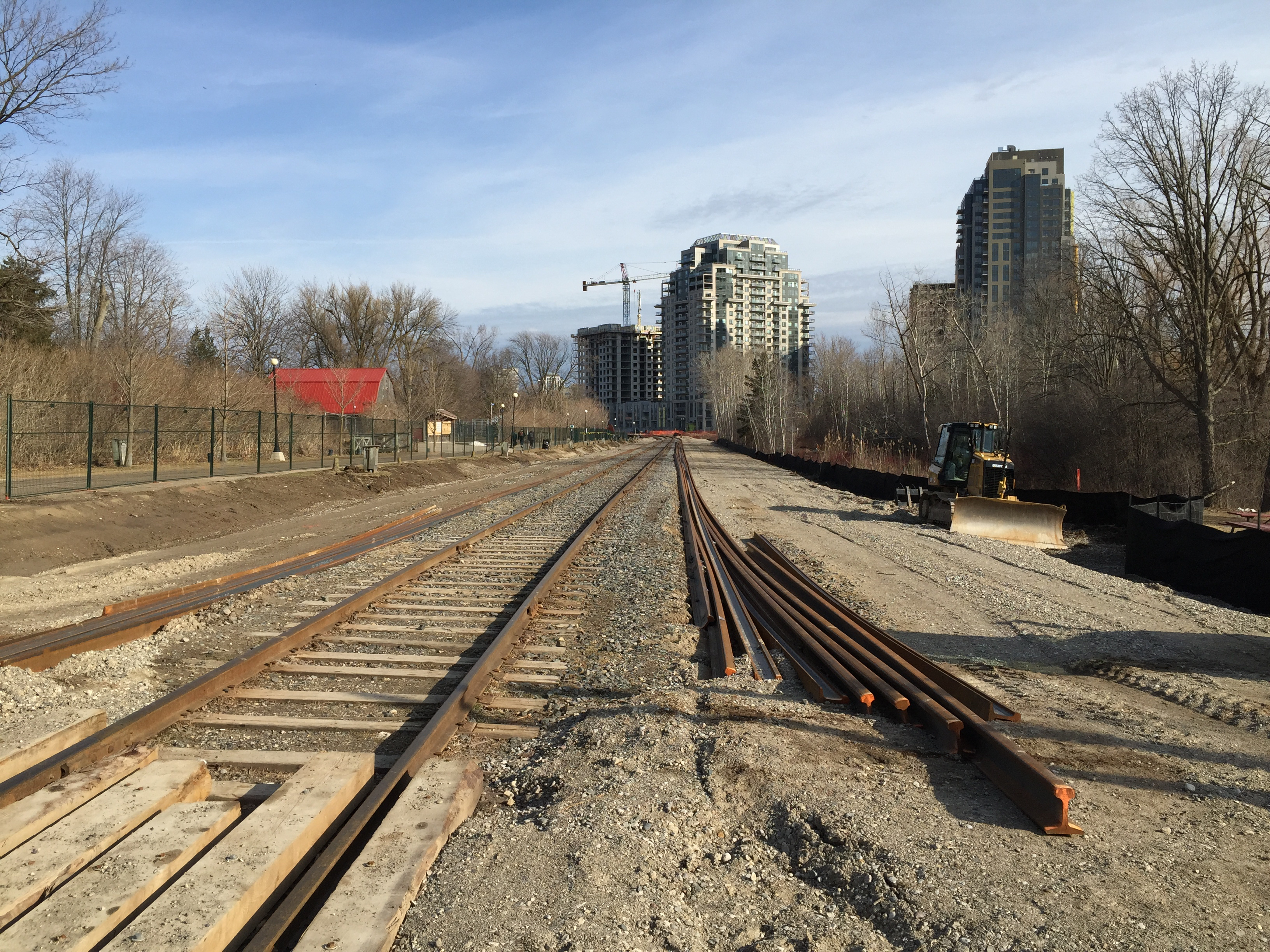
滑鐵盧市鐵路支線上的輕鐵工程（攝於2015年4月）

滑鐵盧區政府於2000年接管區内的公共交通事務，並於2003年制定該區的發展管理策略，當中提及興建捷運系統來應付區内日益增長的交通流量。當局於2006年展開捷運項目的環境評估程序，翌年得出項目應以輕鐵模式實踐的結論，而滑鐵盧區議會則於2009年6月通過該項建議。安大略省政府於2010年宣佈為項目提供3億元撥款，而聯邦政府亦於同年宣佈為項目注資2億6500萬元；項目餘下經費則由滑鐵盧區政府負擔。
當局於2010-11年間制定輕鐵系統的具體方案，而滑鐵盧區議會則於2011年6月通過該項方案，確定輕鐵系統分兩階段興建。系統於2013年5月正式命名為，而區議會則於同年7月通過斥資9240萬元從龐巴迪運輸購入14組輕鐵列車，合約亦包括額外16組輕鐵列車的購買權。滑鐵盧區政府於2013年3月公佈獲邀競投輕鐵系統第一期路段工程合約和為期30年營運權的三間入圍財團，而區議會則於2014年3月選出「GrandLinq」為中標財團。項目工程的動土儀式於2014年8月21日舉行，到2016年末項目工程達致90%完成。系統通車日期原定於2017年末，但因列車製造工序遇上耽誤而延遲至2019年6月21日。

## 車站
滑鐵盧區輕鐵第一期路段車站由北至南如下：
| 車站英文名稱 | 車站中文譯名 （非官方） | 所在城鎮 | 車站接駁                     | 備註                                                                 | 啟用日期      |
| ------------ | ----------------------- | -------- | ---------------------------- | -------------------------------------------------------------------- | ------------- |
| 滑鐵盧區輕鐵 |                         |          |                              |                                                                      |               |
|              | 哥尼斯多加站            | 滑鐵盧   |                              |                                                                      | 2019年6月21日 |
|              | 北田站                  | 滑鐵盧   |                              |                                                                      | 2019年6月21日 |
|              | 科研公園站              | 滑鐵盧   |                              |                                                                      | 2019年6月21日 |
|              | 滑鐵盧大學站            | 滑鐵盧   |                              |                                                                      | 2019年6月21日 |
|              | 勞雷爾-滑鐵盧公園站     | 滑鐵盧   |                              |                                                                      | 2019年6月21日 |
|              | 滑鐵盧眾坊站            | 滑鐵盧   |                              | 北行車站                                                             | 2019年6月21日 |
|              | 威利時道站              | 滑鐵盧   |                              | 南行車站                                                             | 2019年6月21日 |
|              | 艾倫站                  | 滑鐵盧   |                              |                                                                      | 2019年6月21日 |
|              | 柳河醫院站              | 基秦拿   |                              |                                                                      | 2019年6月21日 |
|              | 中央車站                | 基秦拿   | 維亞鐵路、GO通勤鐵路基秦拿線 | 新中央車站啓用後，維亞和GO鐵路在此停靠；中央車站項目尚未有興建時間表 | 2019年6月21日 |
|              | 基秦拿市政廳站          | 基秦拿   |                              | 北行車站                                                             | 2019年6月21日 |
|              | 腓特烈站                | 基秦拿   |                              | 北行車站                                                             | 2019年6月21日 |
|              | 維多利亞公園站          | 基秦拿   |                              | 南行車站                                                             | 2019年6月21日 |
|              | 女皇站                  | 基秦拿   |                              | 南行車站                                                             | 2019年6月21日 |
|              | 基秦拿市場站            | 基秦拿   |                              |                                                                      | 2019年6月21日 |
|              | 波頓站                  | 基秦拿   |                              |                                                                      | 2019年6月21日 |
|              | 磨坊站                  | 基秦拿   |                              |                                                                      | 2019年6月21日 |
|              | 布洛克線站              | 基秦拿   |                              |                                                                      | 2019年6月21日 |
|              | 費爾維站                | 基秦拿   |                              |                                                                      | 2019年6月21日 |

## 使用車輛

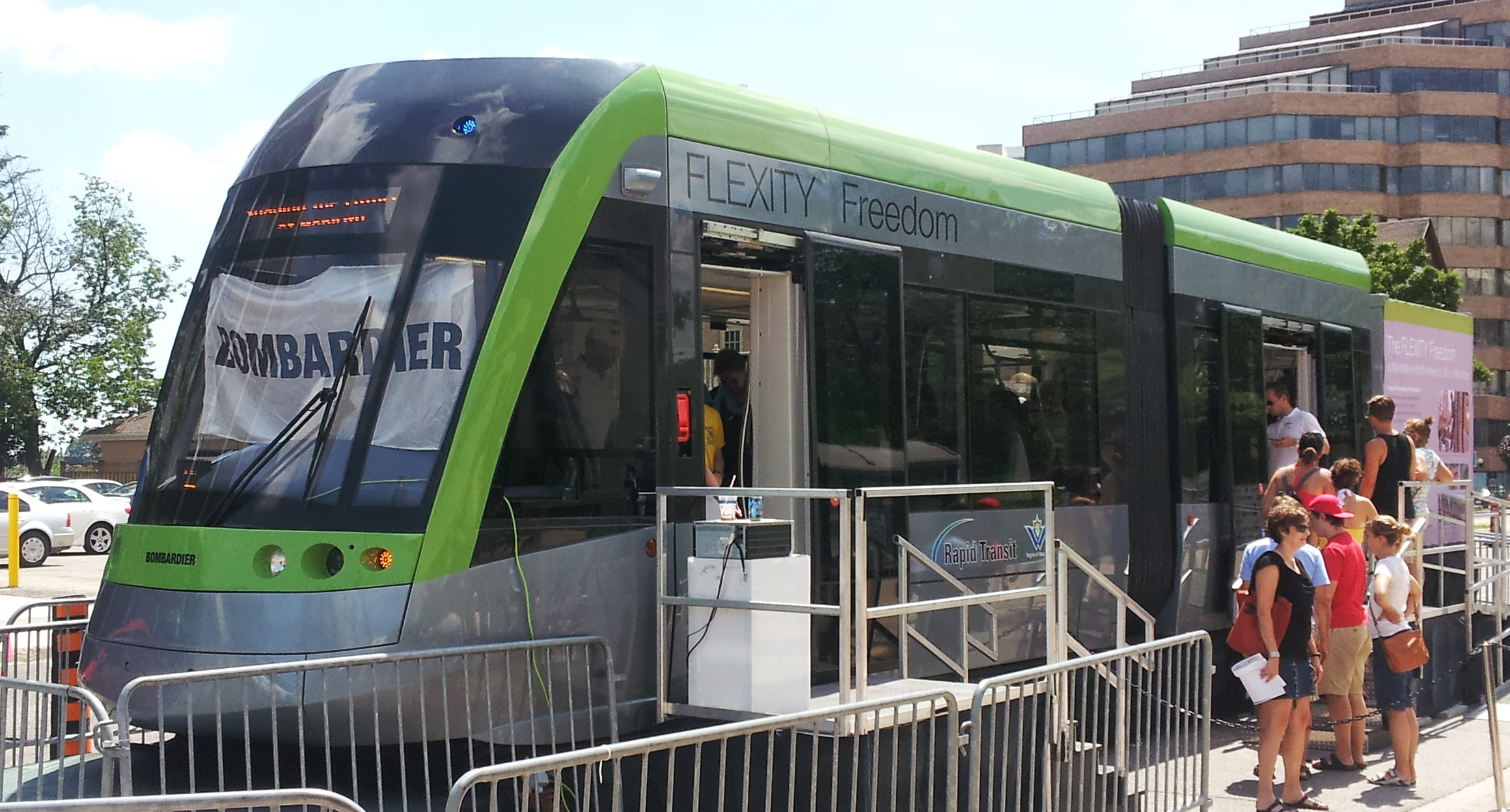
滑鐵盧區政府於2013年7月在基秦拿擺放「Flexity Freedom」輕鐵列車的實物模型供居民參觀

滑鐵盧區議會於2013年7月通過斥資9240萬元從龐巴迪運輸購入14組輕鐵列車；這批列車併入由省營機構都市連通負責的多倫多艾靈頓輕鐵項目列車訂單。每組列車由五節掛接車廂組成，設有56個座位，可承載超過200名乘客。列車從2015年起投入生產，原定從2016年7月起付運，但工序出現耽誤導致第一組列車延後至同年12月才交付。最後一組列車在2018年12月付運，系統通車日期亦因此延遲至2019年中。

## 外部連結
- （英文）RideION.ca - Home （页面存档备份，存于）－滑鐵盧區輕鐵項目官網
- （英文）Region of Waterloo - Rapid Transit （页面存档备份，存于）－滑鐵盧區政府網站 捷運項目頁面